# Jón Árnason (pisarz)
Jón Árnason (ur. 17 sierpnia 1819 w Hof, zm. 4 września 1888 w Reykjavíku) – islandzki folklorysta.

## Życiorys
Był wydawcą zbioru bajek i ludowych legend zatytułowanego Islenzkar pódsögur og oeventyri - Baśnie i podana islandzkie (t. 1-2 1862-1864), zgromadził również zbiór islandzkich zgadywanek i poezji ludowych wydany w 1887 przez Olafa Davidssona. W latach 1848–1887 pełnił funkcję pierwszego bibliotekarza Biblioteki Narodowej Islandii. 